# U.S. Route 151
La U.S. Route 151 (US 151) est une US Route auxiliaire de la US 51 se trouvant en Iowa et au Wisconsin. Le terminus sud de la route est à la jonction avec l'I-80 près de Williamsburg, Iowa et le terminus nord est à Manitowoc, Wisconsin. La US 151 constitue un corridor important entre Cedar Rapids, Iowa et Fond du Lac, Wisconsin sous forme autoroutière sur la majeure partie de son trajet.

## Description du tracé

### Iowa
La US 151 débute à la jonction avec l'I-80 près de Williamsburg. Elle se dirige vers le nord et le nord-est jusqu'à Cedar Rapids. À l'entrée sud-ouest de la ville, elle rencontre la US 30 / US 218 qui forme une ceinture autour du sud de Cedar Rapids. La US 151 s'y joint et contourne la ville. Elle poursuit en multiplex jusqu'à l'est de Cedar Rapids où elle se détache de la US 30 et prend la direction du nord. À l'est de Marion, elle bifurque vers le nord-est et passe par Monticello et Cascade avant d'atteindre le sud de Dubuque. Elle y rejoint la US 61 et les deux routes forment un multiplex jusqu'à Dickeyville, Wisconsin. La route traverse Dubuque puis le Mississippi et entre au Wisconsin.

### Wisconsin
Au Wisconsin, la US 151 se dirige vers le nord-est. Elle passe par Dickeyville, Platteville et Dodgeville, où elle rencontre la US 18. Les deux routes forment un multiplex vers l'est jusqu'à Madison. Elles passent par Ridgeway, Barneveld, Mount Horeb et Verona avant d'arriver à Madison. Là, la route rejoint la US 12 / US 14 au sud de la ville. La US 151 s'en sépare et traverse le centre de Madison. C'est le seul segment entre Cedar Rapids et Fond du Lac où la US 151 ne prend pas la forme d'une autoroute. Immédiatement après avoir croisé l'I-39 / I-90 / I-94 au nord-est de Madison, elle reprend la forme d'une autoroute. La route passe par Columbus, Beaver Dam et Waupun avant d'atteindre Fond du Lac. Elle contourne la ville et, au nord-est de celle-ci, reprend la forme d'une route régulière à deux voies. Elle longe la rive est du Lac Winnebago jusqu'au sud de Stockbridge, où elle reprend la direction est. Elle passe par Chilton et Valders avant de se terminer à Manitowoc à la jonction avec l'I-43.

## Intersections majeures
Iowa
 I-80 près de Williamsburg
 US 6 près de Marengo. Les routes forment un multiplex jusqu'à Homestead.
 US 30 / US 218 à Cedar Rapids. La US 30 / US 151 forment un multiplex jusqu'à Bertram. La US 151 / US 218 forment un multiplex dans la ville.
 US 61 près de Dubuque. Les routes forment un multiplex jusqu'à Dickeyville, WI.
 US 52 près de Dubuque. Les routes forment un multiplex jusqu'au sud de Dubuque.
 US 20 à Dubuque
Wisconsin
 US 18 à Dodgeville. Les routes forment un multiplex jusqu'à Madison.
 US 12 / US 14 à Madison. Les routes forment un multiplex dans la ville.
 US 51 à Madison
 I-39 / I-90 / I-94 à Madison
 I-41 / US 41 / US 45 à Fond du Lac. La US 45 / US 151 forment un multiplex dans la ville.
 I-43 / WIS 42 à Manitowoc